# La Neuville-lès-Bray
La Neuville-lès-Bray é uma comuna francesa na região administrativa de Altos da França, no departamento de Somme. Estende-se por uma área de 4,03 km². Em 2010 a comuna tinha 265 habitantes (densidade: 65,8 hab./km²).